# Caleb Carr
Pour les articles homonymes, voir Carr.
Caleb Carr, né le 2 août 1955 à New York (État de New York) et mort le 23 mai 2024 à Cherry Plain (comté de Rensselaer, État de New York),, est un romancier, scénariste et historien militaire américain.

## Biographie
Né à New York, Caleb Carr passe une enfance assez mouvementée dans le quartier de Greenwich Village. Son père, Lucien Carr a été président de l’agence de presse UPI (United Press International) et est une figure de la Beat Generation, un mouvement littéraire et artistique américain des années 1950. Sa mère Francesca von Hartz travaille également dans cette agence de presse renommée. Jack Kerouac a fait d'elle un de ses personnages de La Légende de Duluoz.
Lucien, le père de Caleb, « écope de deux ans pour avoir poignardé un soupirant homosexuel ». Il avait auparavant eu des amis de passage, tels qu'Allen Ginsberg et William Burroughs.
Cependant, le jeune Caleb Carr, lui, ne reconnaît « aucune sympathie pour les idées professées par la Beat Generation ». Il qualifie les amis beat de son père d'« ivrognes bruyants qui faisaient du raffut ».
Après le divorce de ses parents, il se passionne pour l'histoire militaire. 
Il entreprend des études supérieures au Kenyon College, dans l'État de l'Ohio, puis entre à l'Université de New York, où il obtient un diplôme en histoire. 
Il publie son premier roman intitulé Casing the Promised Land, en 1979. Il est notamment l'auteur d'une biographie Le Diable blanc (The Devil Soldier, 1992) et des romans L'Ange des ténèbres (The Angel of Darkness, 1997) et Le Tueur de temps (Killing Time, 2000) et avant eux de L'Aliéniste (The Alienist, 1996), roman pour lequel il reçoit le Grand prix de littérature policière et le Prix Mystère de la critique. Dans le roman policier historique Le Secrétaire italien (The Italian Secretary, 2005), il met en scène le personnage de Sherlock Holmes qui vient en aide à la reine Victoria pour résoudre une affaire criminelle aux complexes ramifications historiques.
Il habite dans l'État de New York, dans une propriété fermière nommée « Misery Mountain », dans la ville de Berlin du comté de Rensselaer, située à une centaine de kilomètres au nord de la ville de New York.
En 2004 et 2005, il participe à la conception en tant que scénariste à deux préquelles au film L'Exorciste (The Exorcist) : L'Exorciste : Au commencement (Exorcist: The Beginning) et Dominion: Prequel to the Exorcist.
Il s’est présenté en tant que candidat démocrate dans le comté de Rensselaer en 2005, mais il a été largement battu.

## Enseignement
Caleb Carr enseigne pendant trois semestres l'histoire militaire au Bard College en tant que professeur invité. Il est aussi un ami proche et le confident de l'historien James Chace (en), décédé en 2004, avec qui il collabore à l'écriture de l'ouvrage America Invulnerable: The Quest for Absolute Security from 1812 to Star Wars (1988).

## Œuvre

### Romans
- (en) Casing the Promised Land, 1979
- L'Aliéniste, Presses de la Cité, 1995 ((en) The Alienist, 1994)
- L'Ange des ténèbres, Presses de la Cité, 1998 ((en) The Angel of Darkness, 1997)
- Le Tueur de temps, Presses de la Cité, 2001 ((en) Killing Time, 2000)
- Le Secrétaire italien, Presses de la Cité, 2006 ((en) The Italian Secretary, 2005)

### Autres publications
- The Quest for Absolute Security from 1812 to Star Wars (1988)
- Le Diable blanc, Presses de la Cité, 1999 ((en) The Devil Soldier, 1992)
- Les Leçons de la terreur, Presses de la Cité, 2002 ((en) The Lessons of Terror, 2002)

## Filmographie

### En tant que scénariste

#### Au cinéma
- 2004 : L'Exorciste : Au commencement (Exorcist: The Beginning), film américain réalisé par Renny Harlin, avec Stellan Skarsgård
- 2005 : Dominion: Prequel to the Exorcist, film américain réalisé par Paul Schrader, avec Stellan Skarsgård

#### À la télévision
- 1991 : Bad Attitudes, téléfilm américain réalisé par Alan Myerson, scénario original de Caleb Carr, avec Ellen Blain
- 1998 : The Warlord: Battle for the Galaxy, téléfilm américain réalisé par Joe Dante, scénario original de Caleb Carr, avec John Corbett

## Prix et nomination

### Prix
- Prix Anthony 1995 du meilleur premier roman pour The Alienist[6]
- Grand prix de littérature policière 1996 pour L'Aliéniste[7]

### Nomination
- Prix Nero 2017 pour Surrender, New York

## Sources
: document utilisé comme source pour la rédaction de cet article.
- Claude Mesplède (dir.), Dictionnaire des littératures policières, vol. 1 : A - I, Nantes, Joseph K, coll. « Temps noir », 2007, 1054 p. (ISBN 978-2-910-68644-4, OCLC 315873251), p. 366-337